# Man of the World
«Man of the World» es una canción de la banda británica de rock Fleetwood Mac, escrita por el guitarrista Peter Green. Se lanzó como sencillo en 1969 a través del sello estadounidense Immediate Records y recién en  1971 se incluyó en un disco, el recopilatorio Fleetwood Mac - Greatest Hits. Su letra trata sobre un hombre que tiene todo lo que quiere, menos a alguien que lo acompañe.
Obtuvo el puesto 2 en los UK Singles Chart del Reino Unido y además fue muy exitoso en otras listas europeas. Por otro lado en los Estados Unidos no se lanzó hasta 1976 por el sello DJM Records y con diferentes canciones como lado B.
Con el pasar de los años ha sido utilizado en diferentes series y películas como en Un perdedor con suerte, The Damned United y en This Is England '86. Además en el año 2000 se utilizó como tema central de Never Ever Drink & Drive, una campaña en contra del conductor ebrio en Irlanda.

## Músicos
- Peter Green: voz y guitarra
- Danny Kirwan: guitarra
- John McVie: bajo
- Mick Fleetwood: batería
- Jeremy Spencer: voz y guitarra (solo en el lado B)